# Lac Hébert
Lac Hébert är en sjö i Kanada.   Den ligger i regionen Nord-du-Québec och provinsen Québec, i den östra delen av landet, 400 km norr om huvudstaden Ottawa. Lac Hébert ligger 385 meter över havet. Arean är 44 kvadratkilometer. Den sträcker sig 17,4 kilometer i nord-sydlig riktning, och 9,4 kilometer i öst-västlig riktning.
Trakten runt Lac Hébert är nära nog obefolkad, med mindre än två invånare per kvadratkilometer.